# イッツ・オンリー・ラヴ (ビートルズの曲)
「イッツ・オンリー・ラヴ 」（It's Only Love）は、ビートルズの楽曲である。イギリスでは1965年8月6日に発売された5作目のイギリス盤公式オリジナル・アルバム『ヘルプ!』のB面2曲目に、アメリカでは同年12月6日に発売されたキャピトル編集盤『Rubber Soul』のB面1曲目に収録された。ジョン・レノンによって書かれた楽曲で、作曲者のクレジットはレノン＝マッカートニー名義となっている。

## レコーディング
「イッツ・オンリー・ラヴ」のレコーディングは、1965年6月15日にEMIレコーディング・スタジオで行なわれた。レノンが作曲した当時のタイトルは「That's A Nice Hat」だった。6弦と12弦のアコースティック・ギターの各1本、ベース、そしてドラムという編成でリズムトラックを6テイク（このうち2テイクは未完成）録音した。アコースティック・ギターの高音域は、レノンとジョージ・ハリスンがカポタストをつけて出したもの。
音楽学者のウォルター・エヴェレットは、本作のレコーディングにおいてハリスンが3本のエレクトリック・ギターのパートを演奏し、メインのリフには12弦ギター（リッケンバッカー・360/12）で演奏したリフが加えられているとしている。また、音楽評論家のイアン・マクドナルドは、アルバム『ヘルプ!』におけるビートルズの実験的要素の例として、本作におけるレノンのボーカルとハリスンのギターで適用されたサウンド処理を挙げている。
1996年に発売された『ザ・ビートルズ・アンソロジー2』には、テイク2が収録されているが、冒頭にテイク3が編集で繋げられている。

## 評価
作者のレノンは、「イッツ・オンリー・ラヴ」を批判しており、「歌詞が気に入らない。ビートルズ時代の最も嫌いな曲」と語っている。マクドナルドは、本作について「勢いのあるコーラスによってわずかに良くなっているが、レノンのキャリアの中で最も中身のない歌詞を特徴とするいやに感傷的なお飾り」と評している。
ジャーナリストのマーク・ハーツガードは、本作について「レノンの『悲しみはぶっとばせ』の高い水準には及ばないが、彼が『イッツ・オンリー・ラヴ』を否定したことは、その『愛らしい軽快なメロディ』を正当に評価していない、厳しすぎるものだった」と述べている。

## クレジット
特記以外、出典はイアン・マクドナルドの書籍。
- ジョン・レノン - ダブルトラックのリード・ボーカル、12弦[11]アコースティック・ギター
- ポール・マッカートニー - ベース
- ジョージ・ハリスン - アコースティック・ギター[8][3]、リードギター
- リンゴ・スター - ドラム、タンバリン

## カバー・バージョン
- ブライアン・フェリー - アルバム『レッツ・スティック・トゥゲザー』（1976年）に収録。
- ゲイリー・U.S.ボンズ（英語版） - アルバム『Dedication』（1981年）に収録。同年秋にシングル・カットされ、全英シングルチャートでは最高位43位を記録した[12]。
- ピーター・セテラ - アルバム『アナザー・パーフェクト・ワールド』（2001年）に収録[13]。